# ヴィルヘルミーネ・フォン・バーデン
ヴィルヘルミーネ・ルイーゼ・フォン・バーデン（ドイツ語: Wilhelmine Luise von Baden, 1788年9月10日 - 1836年1月27日）は、ヘッセン大公ルートヴィヒ2世の妃。

## 生涯
バーデン大公世子カール・ルートヴィヒとその妃アマーリエ・フォン・ヘッセン＝ダルムシュタットの末娘として、カールスルーエで生まれた。姉にバイエルン王妃カロリーネ、ロシア皇后エリザヴェータ・アレクセーエヴナ（ルイーゼ・マリー・アウグステ）、スウェーデン王妃フリーデリケ、兄にバーデン大公カールらがいる。少女時代に、女帝エカチェリーナ2世がバーデン辺境伯家の姫たちに目をとめたことから、姉妹とともにロシアへ招待された。女帝は姉ルイーゼの方を気に入ったため、姉が女帝の孫息子アレクサンドルと結婚することとなった。
1804年6月、従兄にあたるルートヴィヒ2世と結婚し、7子を生んだ。そのうちエリーザベト以下4人の父親はルートヴィヒ2世ではなく、ヴィルヘルミーネの愛人アウグスト・ルートヴィヒ・フォン・スナルクラン・ド・グランシーだと言われている。
- ルートヴィヒ（1806年 - 1877年） - ヘッセン大公ルートヴィヒ3世
- 男児（1807年） - 夭折
- カール（1809年 - 1877年）
- エリーザベト（1821年 - 1826年）
- 女児（1822年） - 夭折
- アレクサンダー（1823年 - 1888年）
- マリー（1824年 - 1880年） - ロシア皇帝アレクサンドル2世と結婚